# Liste der Herzöge von Mayenne
Herren von Mayenne bzw. (ab 1573) Herzöge von Mayenne waren:

## Herren von Mayenne

### Legendäre Herren von Mayenne im 10. Jahrhundert
Bereits im 10. Jahrhundert werden drei Herren von Mayenne genannt, deren Historizität umstritten ist. Alphonse Victor Angot hat bereits 1897 nachgewiesen, dass Aubert, Sohn eines Grafen Gauzlin III. von Maine, und Herr von Mayenne als Ehemann einer Mélissende de Mayenne, Tochter eines Gouverneurs von Cotentin, Geoffroy I., Seigneur de Mayenne, und Juhel I. de Mayenne, Seigneur de Mayenne und Erbauer der Burg Mayenne, als fiktive Personen anzusehen sind.
Die Zählung der folgenden Herren von Mayenne hängt folglich davon ab, inwieweit Angots Arbeit gefolgt wird – abgesehen davon, dass die römischen Zahlen hinter den Namen ohnehin nicht zeitgenössisch sind.

### Haus Mayenne
- Geoffroy (I.) de Mayenne, vor 1040, 1046/47 bezeugt, Seigneur de Mayenne
- Gauthier (I.) de Mayenne, * 1020/30, Seigneur de Mayenne
- Geoffroy (II.) de Mayenne, 1066 bezeugt, † 1098, Baron de Mayenne
- Gauthier (II.) de Mayenne, vor 1059/nach 1116 bezeugt, 1114 Sire de Mayenne
- Hamelin de Mayenne, um 1106/vor 1121, Seigneur de Mayenne
- 1120–1161 Juhel (I.) de Mayenne, Sire de Mayenne
- 1161–1169 Geoffroy (III.) de Mayenne, Sire de Mayenne
- 1169–1220 Juhel (II.) de Mayenne, 1172/83 minderjährig, Sire de Mayenne et de Dinan
- 1220–1257 Isabelle de Mayenne, Dame de Mayenne
  - Marguerite de Mayenne, † vor 1264; ⚭ Henri II. d’Avaugour, † 1281

### Haus Avaugour
- Alain II. d’Avaugour, † um 1267, Erbe von Avaugour und Goëllo, Seigneur de Dinan et de Mayenne, Sohn von Marguerite de Mayenne
- Henri III. d’Avaugour, † 1301, Seigneur d’Avaugour, de Goëllo et de Mayenne
- 1301–1334 Henri IV. d’Avaugour, † 1334, Seigneur d’Avaugour, de Goëllo et de Mayenne
  - Jeanne d’Avaugour, † 1327, Erbin von Avaugour, Goëllo und Mayenne; ⚭ Guy de Penthièvre, † 1331, Vicomte de Limoges und später Comte de Penthièvre

### Haus Frankreich-Dreux
- Jeanne de Penthièvre, † 1384, 1331 Comtesse de Penthièvre, 1341–1369 Duchesse de Bretagne; ⚭Charles de Blois, † 1364, 1341–1364 Duc de Bretagne, Comte de Penthièvre etc.

### Haus Châtillon
- Marie de Blois, † 1404; ⚭ Louis I., Duc d’Anjou, † 1384

### Jüngeres Haus Anjou
- Louis II., † 1417, Duc d’Anjou, Comte du Maine, de Guise, de Blois et de Provence
- Louis III., † 1434, Duc d’Anjou et de Touraine, Comte de Provence, de Forcalquier et du Maine
- René I., † 1480, 1417 Comte de Guise, 1430 Herzog von Bar, 1431 Herzog von Lothringen
- Charles IV., † 1472, 1434 Comte du Maine, 1435 Comte de Guise, 1436 Duc du Maine, 1441 Baron de Mayenne
- Charles V., † 1481, Duc du Maine et d’Anjou, Comte de Guise et de Provence

König Ludwig XI. gliederte 1481 Anjou, Maine und Provence, aber auch Mayenne in die Domaine royal ein. König Karl VIII. gab 1484 die Baronie Mayenne an die Brüder Jean d’Armagnac, 1484 Duc de Nemours, † 1500, und Louis d’Armagnac, 1481 Comte de Guise und 1500 Duc de Nemours, † 1503, Neffen von Charles V. Aufgrund von zwei Beschlüssen des Parlements (1495 und 1497) wurde Mayenne schließlich einem Enkel von René I. gegeben.

### Haus Vaudémont
- 1497–1508 René II., † 1508, Herzog von Lothringen

### Haus Guise
- 1508–1550 Claude de Lorraine, † 1550, 1506 Comte de Guise, 1513 Comte d’Aumale, 1527 Duc de Guise
- 1550–1563 François de Lorraine, † 1563, 1547 Duc d’Aumale, 1550 Duc de Guise, 1552 Prince de Joinville
- 1563–1573 Claude de Lorraine, † 1573, 1550 Duc d’Aumale

## Herzöge von Mayenne

### Haus Guise
- 1573–1611 Charles de Lorraine, † 1611, 1573 Duc de Mayenne
- 1611–1621 Henri de Lorraine, † 1621, 1600 Duc d’Aiguillon, 1611 Duc de Mayenne
  - Catherine de Mayenne, † 1618; ⚭ Carlo I. Gonzaga, † 1637, Duc de Nevers et de Rethel (Haus Gonzaga)

### Haus Gonzaga
- 1621–1631 Carlo II. Gonzaga, Duc de Mayenne et d’Aiguillon
- 1631–1632 Ferdinand Gonzaga, † 1632, Duc de Mayenne et d’Aiguillon
- 1632–1654 Carlo III. Gonzaga, † 1665, Duc de Mayenne, 1637–1659 Duc de Nevers et de Rethel

1654 verkauft Carlo Gonzaga das Herzogtum Mayenne an Kardinal Mazarin, ebenso wie 1659 die Herzogtümer Nevers und Rethel.

### Haus Mazarin-Mancini
- 1654–1661 Jules Mazarin, † 1661, Kardinal
- 1661–1699 Hortense Mancini, † 1699, Duchesse de Mazarin et de Mayenne; ⚭ Armand-Charles de La Porte, † 1713, Duc de La Meilleraye

### Haus La Porte
- 1699–1731 Paul Jules de La Porte, † 1731, Duc de Mazarin, de Mayenne et de la Meilleraye
- 1731–1738 Guy Jules Paul de La Porte, † 1738, Duc de Mazarin, de Mayenne et de la Meilleraye
  - Charlotte Antoinette de La Porte, † 1735; ⚭ Emmanuel-Félicité de Durfort, † 1789, Duc de Duras

### Haus Durfort
- 1738–1781 Louise-Jeanne de Durfort, † 1781, Duchesse de Mazarin, de Mayenne et de la Meilleraye; ⚭ Louis-Marie-Guy d’Aumont, † 1799, Duc d’Aumont

### Haus Aumont
- 1781–1789 Louise d’Aumont, † 1826, Duchesse de Mazarin, de Mayenne et de la Meilleraye; ⚭ Honoré IV., Fürst von Monaco

Der Titel Duc de Mayenne ist bis heute mit dem Titel des Fürsten von Monaco verbunden. Zurzeit wird der Titel von Albert II. von Monaco geführt.